# Ethel Grey Terry

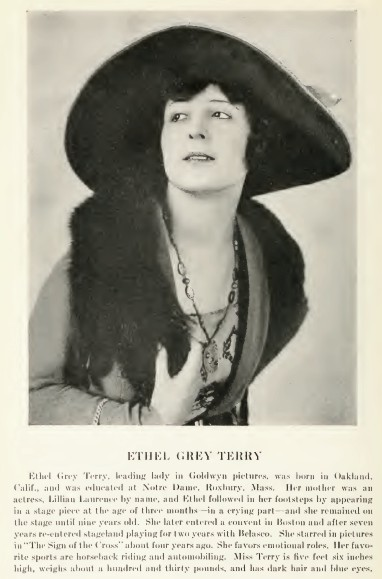
Ethel Grey Terry um 1920

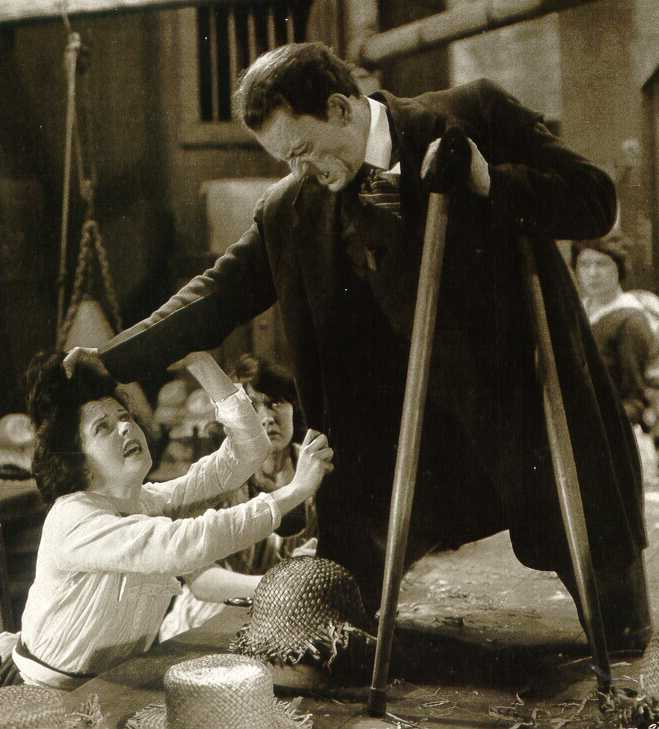
Terry mit Lon Chaney in The Penalty

Ethel Grey Terry (* 2. Oktober 1882 in Oakland, Kalifornien; † 6. Januar 1931 in Hollywood) war eine US-amerikanische Stummfilmschauspielerin.

## Leben
Ethel Terry wollte nach Beendigung der Schullaufbahn und einer Ausbildung für Malerei mit Wasserfarbe Malerin werden. Doch sie ging letztlich dem Beruf ihrer Mutter nach und wurde zunächst Tänzerin, bevor sie am Broadway spielte. 1914 trat sie ins Filmgeschäft ein, war aber zunächst in „The sign of the Cross“ nur als Statistin zu sehen. Bald schon verkörperte sie aber schon die Hauptrollen in mehreren Stummfilmen.
Ab 1925 ging langsam ihre Karriere zu Ende und Ethel Terry besetzte nur noch Nebenrollen. Danach zog sie sich komplett aus dem Filmgeschäft heraus und verstarb 1931 im Alter von 49 Jahren in Hollywood nach einjähriger Krankheit. Verheiratet war Ethel Terry mit Schauspieler Carl Gerard.

## Filmografie
Terry spiele in weiteren Filmen eine Nebenrolle. In folgenden Filmen spielte sie eine Hauptrolle:
- 1915: Diana of the Farm
- 1916: Intoleranz (ungenannt)
- 1917: Arsène Lupin
- 1917: The Hawk
- 1917: Vengeance Is Mine
- 1918: The Snail
- 1919: The Carter Case
- 1920: The Penalty
- 1921: Habit
- 1921: The Breaking Point
- 1921: The White Mouse
- 1922: The Crossroads of New York
- 1922: Under Two Flags
- 1922: Peg o’ My Heart
- 1923: Wild Bill Hickok
- 1925: Old Shoes
- 1925: What Fools Men
- 1928: Skinner’s Big Idea
- 1928: Modern Mothers
- 1928: Confessions of a Wife